# Simakivka, Iemilciîne
Simakivka (în ucraineană Сімаківка) este localitatea de reședință a comunei Simakivka din raionul Iemilciîne, regiunea Jîtomîr, Ucraina.

## Demografie
Componența lingvistică a localității Simakivka
     Ucraineană (99,12%)
     Alte limbi (0,88%)
Conform recensământului din 2001, majoritatea populației localității Simakivka era vorbitoare de ucraineană (99,12%), existând în minoritate și vorbitori de alte limbi.